# 絹衣相論
絹衣相論（きぬころもそうろん）とは、戦国時代に発生した常陸国水戸地域における真言宗僧侶・門徒の絹衣着用を巡る天台宗と真言宗の相論。

## 概要
絹衣は平安時代中期に天台座主良源が村上天皇から賜って以来、天台宗の僧侶のみが着用を許されていた。後に真言宗の僧侶にも着用が認められるようになるが、院家以上の格式を持ち、かつ天皇の勅許を得た者に限定されており、天台宗の絹衣に関する特権は依然として維持されていた。
常陸国の水戸地域は元は大掾氏の勢力圏にあったが、後に江戸氏が進出して拠点を移した。大掾氏は天台宗を保護していたため、水戸地域も天台宗が盛んであった。ところが、江戸氏は真言宗を信じており、水戸地域における真言宗の勢力拡大を図るだけでなく、既存の天台宗の寺院・僧侶に対抗するために庇護下にあった真言宗の僧侶に絹衣の着用を認めるようにした。
一方、南常陸にあった天台宗の名刹である不動院はこうした事態に不満を抱いていた。しかも、不動院を庇護してきた地元領主の土岐原氏（常陸土岐氏）が江戸氏の南進によって圧迫を受けるようになると、危機感を一層強めることになった。そのため、天文21年（1552年）、不動院は他の常陸の天台宗寺院とともに青蓮院の仲介を受けて延暦寺に訴えを起こした。延暦寺は直ちに朝廷に常陸の真言宗僧侶の絹衣着用を禁止するように訴えた。この時の結果は捗々しくなかったらしく、3年後の天文24年（弘治元年:1555年）に再度の訴えを起こした。朝廷では東寺や醍醐寺が地方の寺院に絹衣着用を認めていないことを確認した上で、後奈良天皇の綸旨が不動院宛に出され、常陸の真言宗の門徒が絹衣を着用することは違法であり、本寺（東寺）の決まりに従うようにという命令が出された。ところが、戦国時代の当時、東寺などの真言宗の最高幹部たちが地方の状況まで把握することが出来ず、事実上野放し状態であった。
ところが、天正2年（1574年）になって真言宗側が前権大納言柳原資定を頼って、絹衣着用の正当性を確認する訴訟を起こした。その結果、今度は天台宗（梶井門跡法胤法親王）に対して地方の真言宗に対しても本寺（東寺・醍醐寺・仁和寺）同様に認め相論を止めるようにとする正親町天皇の綸旨が出された（この綸旨については後述）。これに天台宗は反発し、翌天正3年（1575年）になって青蓮院門跡尊朝法親王を擁する形で再度訴訟が起こされ、今度は関東の真言宗門徒が天文の綸旨を申し掠めているのは言語道断であること、先の綸旨は「謀書」であるから破棄するという綸旨が出された。更に柳原資定が同年6月から勅勘を受けている。このことから、堀新は天正2年の綸旨は柳原が作成した謀書すなわち偽綸旨であり、天正3年の綸旨はこれを否定した綸旨と解釈し、通説となっている。これに対して近年神田裕理が反対に天正2年を真正の綸旨、天正3年を正式には発給されなかった綸旨とする解釈を出した。これは天正2年の綸旨に署名している左少将は中山親綱のことであり親綱がこの一件で何らかの処分を受けた記録がないこと、江戸重通に出した綸旨（後述）には天正2年の綸旨も「勅裁」と記され、反対に天正3年の綸旨には触れられていないこと、天正3年の綸旨には発給者も発給月日も記されておらず、実際に発給に至ったものではないとしている。また、同綸旨に記された「謀書」という表記も過去における絹衣着用の事実を誇張した真言宗の主張とそれを綸旨に載せた（草案作成者とみられる）柳原を批判した天台宗側の主張をそのまま掲載したものであったとしている。いずれにしても、相論そのものの決着が着く見通しはこの段階では立っていなかった。
天正3年6月27日になると、長篠の戦いで勝利したばかりの織田信長が上洛し、事情を知った信長は天皇近臣である5人の公卿（中山孝親・勧修寺晴右・庭田重保・勧修寺経元・三条西実枝）を奉行に任じて審理のやり直しを命じた。なお、金子拓はこの信長の命令によって、天正3年の綸旨は発給手続が停止されたとし、その理由として天正2年の綸旨が謀書であったとしても、1年の間に全く正反対の内容の綸旨が出されることによって朝廷に対する信頼が失われることを危惧した信長が更なる審議を求めたためとしている。
5人の公卿は天文24年綸旨以来の決定を全て白紙に戻し、柳原を赦免した上で一から審理をやり直した。その結果、8月4日になって問題の原因を作っていると認識されていた領主の江戸重通に対して天台宗・真言宗の区別なく保護すること、常陸国の寺院はこの問題に関する相論を止めて本寺の方針通りに従うこと、天文24年と天正2年の綸旨はともに破棄すること、今後朝廷はこの問題に関する訴訟は受け付けないことを記した綸旨を出したのである。なお、この日付で江戸重通を但馬守に補任して事態収拾への協力を求めている。
江戸氏に出した綸旨は一見すると当事者全ての面子を重んじたものであったが、肝心の絹衣着用の是非については何一つ解決をもたらさなかった。このため、再び相論が始まることになった。しかも、京都から江戸重通の下に先の綸旨をもって派遣された醍醐寺戒光院の深増法印が資格もないのに絹衣を着用して重通と会見していたことも発覚し天台宗側を激怒させた。また、江戸重通も先の綸旨が余りにも不鮮明であるとして綸旨の再発行を求めた。そのため、天正4年（1576年）に再度の審議が行われ、6月28日に新しい綸旨が真言宗・天台宗それぞれに出された。双方とも基本的な内容は従来通り本寺の方針通りに従うことが主であるが、同時に深増の絹衣着用を非難しており、暗に真言宗の方針と呼ばれるものが院家以上でかつ勅許を受けた者以外に絹衣を着用が許されないと言う古くからの慣例を指したものを示していた。更に天台宗は織田信長に対しても綸旨の内容実現とその具体的行動としての深増処分に関する朱印状を求め、信長も9月2日付で醍醐寺三宝院と青蓮院に対して判物の発給でこれに応えている。三宝院もこれを受け入れ、江戸重通を通じて常陸国の真言宗寺院にその趣旨を徹底させることを指示している。また、三宝院門跡である義演も深増が絹衣を着用したことは綸旨違反であると認め、9月7日までに深増を醍醐寺から追放している。
天正4年6月28日の正親町天皇綸旨とその趣旨に沿った信長の裁決（判物発給）によって、絹衣相論は天台宗側の勝利に終わるが、豊臣政権によって常陸一国の支配が認められた佐竹義重が江戸重通を追放すると、江戸氏以上の真言宗保護と天台宗への圧迫を行ったために、現地の紛争が再燃した。だが、その佐竹氏も関ヶ原の戦い後に出羽秋田に移封されたためにようやく相論は収束に向かうことになった。